# Ben Nicholson
Benjamin Lauder Nicholson (Denham (Buckinghamshire), 10 april 1894 – Londen, 6 februari 1982), beter bekend als Ben Nicholson, was een Britse abstracte kunstschilder.

## Biografie

### Achtergrond en studie
Nicholson werd geboren in 1894 in Denham (Buckinghamshire), hij was de zoon van de kunstschilder William Nicholson en Mabel Pryde, en de broer van Nancy Nicholson. De familie verhuisde in 1896 naar Londen. Hier werd Nicholson onderwezen aan de Tyttenhangar Lodge Preparatory School, in Seaford, Heddon Court, Hampstead en daarna aan de Gresham's School in Holt, Norfolk. Hij studeerde van 1910 tot 1914 aan de Slade School of Fine Art. Hij was een tijdgenoot van Paul Nash, Stanley Spencer, Mark Gertler en Edward Wadsworth.

### Schilderwerken en verdere leven
Nicholson is drie keer getrouwd geweest: eerst met Winifred Roberts (getrouwd op 5 november 1920 in de St Martin-in-the-Fields kerk in Londen; gescheiden in 1938); met haar had hij drie kinderen, een zoon (Jake), een dochter (Kate) die later zelf ook kunstenaar zou worden en nog een zoon (Andrew). Zijn tweede huwelijk was met de kunstenares Barbara Hepworth (getrouwd op 17 november 1938 in Hampstead; gescheiden in 1951); met haar kreeg hij een drieling, twee dochters (Sarah en Rachel) en een zoon (Simon). Zijn derde huwelijk was met Felicitas Vogler, een Duitse fotograaf (getrouwd in juli 1957; gescheiden in 1977).
Zijn eerste opmerkelijke werk kwam in 1904 na een ontmoeting met schrijver en dramaturg J. M. Barrie tijdens een vakantie in Rustington, Sussex. Het resultaat van deze ontmoeting was dat hij een poster mocht maken voor Peter Pan.
Nicholson hoefde geen dienstplicht te vervullen tijdens de Eerste Wereldoorlog, dit omdat hij astma had. In 1917 reisde hij naar New York om geopereerd te worden aan zijn amandelen. Terwijl hij in Amerika was bezocht hij ook enkele steden en keerde in 1918 terug in Engeland. Van 1920 tot 1933 was hij getrouwd met de kunstschilder Winifred Nicholson en leefde hij in Londen. Na zijn eerste tentoonstelling van figuratieve werken in 1922 in Londen begon zijn werk beïnvloed te worden door het synthetische van het kubisme en later door de primitieve stijl van Rousseau.
In Londen ontmoette Nicholson de beeldhouwers Barbara Hepworth (met wie hij van 1938 tot 1951 getrouwd is geweest) en Henry Moore. Tijdens zijn bezoek aan Parijs ontmoette hij Mondriaan, wiens werk in de neoplastische stijl hem beïnvloedde naar de abstracte richting, en Picasso, wiens kubisme ook invloed zou hebben op zijn werk. Zijn gave was dat hij de mogelijkheid had om de Europese trends samen te laten gaan in een nieuwe stijl die herkenbaar was als de zijne. In 1933 maakte hij in Parijs zijn eerste houten reliëf, White Relief, dat alleen rechte hoeken en cirkels had.
In 1924 sloot hij zich aan bij de Britse return to order kunstbeweging, deze beweging was opgezet om traditionele conservatieve artistieke gevoeligheden van na de Eerste Wereldoorlog te omvatten. later sloten ook nog andere modernisten zoals Henry Moore en Barbara Hepworth zich aan bij deze kunstbeweging. Ze namen de groep effectief over en verbande de non-modernisten en in 1935 hernoemden ze de groep naar Seven and Five Society en hielden zij de eerste complete abstracte kunst tentoonstelling van Engeland in de Zwemmer Galerie in Londen.
Nicholson trouwde in 1957 met Felicitas Vogler en verhuisde in 1958 naar Castagnola in Zwitserland. In 1968 ontving hij de Britse Order of Merit (OM). In 1971 scheidde hij van Vogler en verhuisde naar Cambridge.
Nicholson stierf op 6 februari 1982 in Londen en werd gecremeerd. Zijn as werd uitgestrooid over de Golders Green begraafplaats, dit bij gebrek aan instructies van zijn familie, er is dus geen graf.
Enkele van Nicholson's werken kunnen bezichtigd worden in het Koninklijk Museum voor Schone Kunsten Antwerpen, de Tate St Ives galerie, de Tate Gallery en de Courtauld Gallery in Londen en de Kettle's Yard kunstgalerie in Cambridge. Zijn schilderij Fiddle and Spanish Guitar werd op 27 september 2012 geveild voor ruim €3,3 miljoen.